# Список серий аниме One Piece (серии 459—516)
Здесь представлен список серий 459—516 аниме One Piece, их краткое содержание, даты выхода на родине, а также главы манги, по которым они сняты. Сезон делится на сюжетные арки — фрагменты сериала, объединённые общим сюжетом. Некоторые сюжетные арки являются экранизацией событий манги, изображённых на обложках различных глав.

## Список серий

### Маринфорд
| 459 | Битва вот-вот начнётся! Силы дозора наготове! «Kessen no Koku Semaru! Kaigun Saikyō no Fujin Kansei!» (決戦の刻迫る！ 海軍最強の布陣完成！)                                       | 549, 550, 551 | 18 июля 2010 года     |
| 460 | Явление огромного флота! Встречайте пиратов Белоуса! «Kyodai Kantai Arawaru — Shūrai! Shirohige Kaizoku-dan» (巨大艦隊あらわる 襲来！ 白ひげ海賊団)                               | 551           | 1 августа 2010 года   |
| 461 | Начало войны! Прошлое Эйса и Белоуса! «Kessen no Makuake! Ēsu to Shirohige no Kako» (決戦の幕開け！ エースと白ひげの過去)                                                         | 551, 552      | 8 августа 2010 года   |
| 462 | Сила, способная разрушить мир! Мощь плода Дрожь-Дрожь! «Sekai o Horobosu Chikara! Gura Gura no Mi no Nōryoku» (世界を滅ぼす力！ グラグラの実の能力)                               | 552, 553      | 15 августа 2010 года  |
| 463 | Всепоглощающее пламя! Сила адмирала Акаину! «Subete o Yakitsukusu! Taishō Akainu no Chikara» (すべてを焼き尽くす！ 大将赤犬の能力)                                                | 553, 554      | 22 августа 2010 года  |
| 464 | Потомок монстра! Литл Орз-младший — полный вперёд! «Majin no Shison! Ritoru Ōzu Junia Bakushin!» (魔人の子孫！ リトルオーズJr.驀進！)                                             | 554, 555      | 29 августа 2010 года  |
| 465 | Справедливость на стороне победителей! Стратегия Сэнгоку в действии! «Shōsha dake ga Seigi — Hatsudō! Sengoku no Sakusen!» (勝者だけが正義 発動！センゴクの作戦！)                | 556           | 5 сентября 2010 года  |
| 466 | Команда Соломенной шляпы прибыла! Атмосфера на поле боя накаляется! «Mugiwara Chīmu Tōchaku — Fūun Kyū o Tsugeru Senjō» (麦わらチーム到着 風雲急を告げる戦場)                     | 557           | 12 сентября 2010 года |
| 467 | Даже ценой жизни! Луффи против дозора, битва начинается! «Shindemo Tasukeru — Rufi tai Kaigun Batoru Sutōto» (死んでも助ける ルフィVS海軍戦闘開始)                                | 558           | 19 сентября 2010 года |
| 468 | Тяжёлые битвы, одна за другой! пользователи Плодов против пользователей Плодов! «Gekisen no Renzoku! Nōryokusha Gundan VS Nōryokusha Gundan» (激戦の連続! 能力者軍団VS能力者軍団) | 559           | 26 сентября 2010 года |
| 469 | Несчастье с Кумой. Яростная атака Ивы-сан! «Kuma ni Okita Ihen — Iwa-san Ikari no Ichigeki» (クマに起きた異変 イワさん怒りの一撃)                                                 | 560           | 3 октября 2010 года   |
| 470 | Великий мечник Михоук! Луффи попадает под атаку Чёрного Меча. «Kengō Mihōku — Rufi ni Semaru Kokutō no Zangeki» (剣豪ミホーク ルフィに迫る黒刀の斬撃)                             | 561           | 10 октября 2010 года  |
| 471 | Стратегия уничтожения! Сила Пацифиста. «Senmetsu Sakusen Shidō — Pashifisuta Gundan no Iryoku» (殲滅作戦始動 パシフィスタ軍団の威力)                                              | 562           | 17 октября 2010 года  |
| 472 | Замысел Акаину! Белоус в ловушке! «Akainu no Bōryaku! Otoshiirareta Shirohige» (赤犬の謀略! おとしいれられた白ひげ)                                                               | 563           | 24 октября 2010 года  |
| 473 | Опоясывающие стены подняты! Пираты Белоуса загнаны в угол! «Hōi Sakusen Sadō! Shirohige Kaizoku-dan Zettaizetsumei!!» (包囲作戦作動! 白ひげ海賊団絶体絶命!!)                      | 564           | 31 октября 2010 года  |
| 474 | Приказ отдан! Прорыв через стену! «Shokei Shikkō Meirei Kudaru — Hōiheki o Toppaseyo!» (処刑執行命令下る 包囲壁を突破せよ!)                                                       | 565           | 7 ноября 2010 года    |
| 475 | Последний этап! Решающий козырь Белоуса! «Saishū Kyokumen Totsunyū! Shirohige Kishikaisei no Itte!» (最終局面突入! 白ひげ起死回生の一手)                                          | 566           | 14 ноября 2010 года   |
| 476 | Луффи на пределе! Битва на площади Орис! «Rufi Chikaratsuku! Orisu Hiroba no Sōryokusen!» (ルフィ力尽く! オリス広場の総力戦)                                                      | 567           | 21 ноября 2010 года   |
| 477 | Сокращающая жизнь сила! Энергетические гормоны! «Inochi o Kazuru Chikara — Tenshon Horumon Futatabi!» (命を削る力 テンション・ホルモン再び)                                       | 568           | 28 ноября 2010 года   |
| 478 | Сдержать обещание! Столкновение Луффи и Коби! «Yakusoku no Tame ni Gekitotsu!Rufi to Kobī!» (約束のために激突! ルフィとコビー)                                                    | 569           | 5 декабря 2010 года   |
| Сражение продолжается, а тем временем для казни Эйса предоставляют новых палачей взамен убитых Крокодайлом. Луффи спешит на помощь, а Коби, решивший ему помешать, вступает с ним в бой, но проигрывает. Везде также идут бои - Иванков сражается с Пацифистами, ему помогает Хэнкок; Марко пытается прорваться к Эйсу, но адмирал Кизару, использовав наручники из кайросеки (морского камня), не позволяет этого сделать; Джинбэя практически связывают цепями; Белоус, раненный и слабеющий, сражается с дозорными и адмиралом Акаину, сдерживая их натиск в одиночку. В это время Луффи видит, как новые палачи опускают клинки на шею Эйса, и в ярости применяет Королевскую волю. Все, кто не потерял сознание, шокированы увиденным. | |               |                       |
| 479 | Эшафот! Путь к Эйсу открыт! «Shokeidai Mokuzen!Hirakareta Ēsu e no Michi!» (処刑台目前! 開かれたエースへの道)                                                                     | 570, 571      | 12 декабря 2010 года  |
| 480 | Каждый выбирает свой путь! Луффи против Гарпа! «Sorezore no Eranda Michi — Rufi vs Gāpu!» (それぞれの選んだ道 ルフィVSガープ!)                                                    | 571           | 19 декабря 2010 года  |
| 481 | Эйс освобожден! Последний приказ Белоуса! «Ēsu Kyūshutsu! Shirohige Saigo no Senchō Meirei!» (エース救出! 白ひげ最後の船長命令)                                                   | 572           | 26 декабря 2010 года  |
| 482 | Даже огонь этой силе не помеха! Безжалостное преследование Акаину. «Hi o mo Yakitsukusu Chikara — Akainu Hijō no Tsuigeki» (火をも焼き尽くす能力 赤犬非情の追撃)                  | 573           | 9 января 2011 года    |
| 483 | Поиск ответов. Эйс погибает на поле боя. «Kotae o Sagashite — Hiken no Ēsu Senjō ni Shisu» (答えを探して 火拳のエース戦場に死す)                                                  | 574           | 16 января 2011 года   |
| 484 | Падение штаба дозора! Неописуемый гнев Белоуса! «Kaigun Honbu Hōkai! Shirohige Kotobanaki Ikari!» (海軍本部崩壊! 白ひげ言葉なき怒り!)                                             | 574, 575, 576 | 23 января 2011 года   |
| 485 | Сведение счетов! Белоус против пиратов Чёрной Бороды! «Kejime o Tsukeru — Shirohige VS Kurohige Kaizoku-dan» (ケジメをつける 白ひげVS黒ひげ海賊団)                                | 576           | 30 января 2011 года   |
| 486 | Представление начинается! План Чёрной Бороды! «Shō no Kaimaku — Akasareta Kurohige no Takurami» (ショーの開幕 明かされた黒ひげの企み)                                             | 577           | 6 февраля 2011 года   |
| 487 | Ненасытный Акаину! Луффи под ударами лавовых кулаков! «Akainu no Shūnen! Rufi o Osou Maguma no Kobushi» (赤犬の執念! ルフィを襲うマグマの拳)                                      | 578           | 13 февраля 2011 года  |
| 488 | Отчаянный крик! Смелость, изменившая будущее! «Hisshi no Sakebi — Unmei o Kaeru Yūki aru Sūbyō» (必死の叫び 運命を変える勇気ある数秒)                                             | 579           | 20 февраля 2011 года  |
| 489 | Появление Шанкса! Конец войны! «Shankusu Kenzan! Chōjō Sensō Tsuini Shūketsu» (シャンクス見参! 頂上戦争ついに終結)                                                                | 580           | 6 марта 2011 года     |
| 490 | Передел власти! Начало новой эпохи! «Gun'yū Kakkyo Su! "Atarashī Jidai" no Hajimari!» (群雄割拠す! "新しい時代"の始まり!)                                                         | 581           | 20 марта 2011 года    |
| 491 | Прибытие на остров женщин! Страдания Луффи! «Nyōgashima Jōriku — Rufi o Semeru Kakoku na Genjitsu» (女ヶ島上陸 ルフィを責める過酷な現実)                                          | 581, 582      | 27 марта 2011 года    |
| 492 | Сильнейший дуэт! Торико и Луффи, в бой! «Saikyō Taggu! Funtō, Rufi to Toriko!» (最強タッグ! 奮闘、ルフィとトリコ!)                                                                | Нет (филлер)  | 3 апреля 2011 года    |

### Детство Эйса и Луффи и сабо
| №   | Название серии | Экранизированные главы манги                  | Премьера            |
| --- | --- | --------------------------------------------- | ------------------- |
| 493 | Луффи и Эйс — история встречи братьев! «Rufi to Ēsu — Kyōdai no Deai no Monogatari!» (ルフィとエース 兄弟の出会いの物語!)                         | 582, 583                                      | 10 апреля 2011 года |
| 494 | А вот и Сабо! Мальчик из Серого Терминала. «Sabo Tōjō! Gurei Tāminaru no Shōnen» (サボ登場! 不確かな物の終着駅の少年)                             | 583, 584                                      | 17 апреля 2011 года |
| 495 | Я не побегу! Отчаянный план по спасению. «Ore wa Nigenai — Ēsu Kesshi no Kyūshutsu Sakusen» (おれは逃げない エース決死の救出作戦)                 | 584                                           | 24 апреля 2011 года |
| 496 | Стремление в море! Клятва трёх сорванцов! «Itsuka Umi e! San'nin no Akudō Chikai no Sakazuki!» (いつか海へ! 三人の悪童ちかいの盃!)                | 585                                           | 1 мая 2011 года     |
| 497 | Прощай, дом Дадан?! Постройка логова! «Dadan Ikka to no Wakare!? Kansei! Himitsu Kichi» (ダダン一家との別れ!? 完成! 秘密基地)                     | Нет (филлер) + 585 (частично)                 | 8 мая 2011 года     |
| 498 | Луффи — ученик?! Человек, который бился с королём пиратов! «Rufi Deshi-iri!? Kaizoku-Ō to Tatakatta Otoko!» (ルフィ弟子入り!? 海賊王と戦った男!)  | Нет (филлер) + 584 (частично), 585 (частично) | 15 мая 2011 года    |
| 499 | Битва с большим тигром! Кто станет капитаном?! «Ōtora to no Kessen! Senchō ni Naru no wa Dare da!» (大虎との決戦! 船長になるのは誰だ!)            | Нет (филлер)                                  | 22 мая 2011 года    |
| 500 | Отнятая свобода! Братья и заговор знати! «Ubawareta Jiyū! Sankyōdai ni Semaru Kizoku no Wana» (奪われた自由! 三兄弟に迫る貴族の罠)                | 585, 586                                      | 29 мая 2011 года    |
| 501 | Пламя разгорается! Серый Терминал под угрозой! «Hanatareta Honō — Gurei Tāminaru no Kiki» (放たれた炎 グレイ・ターミナルの危機)                   | 586, 587                                      | 5 июня 2011 года    |
| 502 | Где найти свободу? Отплытие, полное печали! «Jiyū wa Doko ni Aru? Shōnen no Kanashiki Funade» (自由はどこにある? 少年の悲しき船出)                | 587, 588                                      | 12 июня 2011 года   |
| 503 | Позаботьтесь о нём! Письмо от брата! «Yoroshiku Tanomu! Kyōdai kara Todoita Tegami!» (よろしく頼む! 兄弟から届いた手紙!)                          | 588, 589                                      | 19 июня 2011 года   |
| 504 | Сдержать обещание! Каждый отправляется в свое путешествие! «Yakusoku o Hatasu Tame — Sorezore no Tabidachi!» (約束を果たすため それぞれの旅立ち!) | 1, 589                                        | 26 июня 2011 года   |

### После Войны
| №   | Название серии | Экранизированные главы манги | Премьера              |
| --- | --- | ---------------------------- | --------------------- |
| 505 | Я хочу их видеть! Крик Луффи сквозь слёзы! «Aitsura ni Aitē! Rufi Namida no Sakebi!» (あいつらに会いてェ! ルフィ涙の叫び!)                                                | 590                          | 3 июля 2011 года      |
| 506 | Команда Луффи в шоке! До них дошли дурные вести. «Mugiwara no Ichimi Gekishin! Motarasareta Kyōhō» (麦わらの一味激震! もたらされた凶報)                                   | Нет (филлер)                 | 10 июля 2011 года     |
| 507 | Воссоединение с Рэйли! Перед Луффи встаёт выбор. «Meiō Reirī to no Saikai — Rufi Ketsudan no Toki» (冥王レイリーとの再会 ルフィ決断の時)                                  | 591                          | 17 июля 2011 года     |
| 508 | Обратно к капитану! Побег с Небесного острова и инцидент на Зимнем! «Senchō no Moto e — Sorajima no Datsugoku to Fuyujima no Jiken» (船長のもとへ 空島の脱獄と冬島の事件) | 592                          | 31 июля 2011 года     |
| 509 | Встреча! Великий мечник Михоук! Своевольный натиск Зоро! «Sesshoku! Daikengō Mihōku — Zoro Iji no Shitō» (接触! 大剣豪ミホーク ゾロ意地の死闘)                            | 592                          | 7 августа 2011 года   |
| 510 | Катастрофа для Санджи! Королева возвращается! «Sanji no Junan — Ōkoku e to Kikanshita Joō!» (サンジの受難 — 王国へと帰還した女王!)                                        | 591, 593                     | 14 августа 2011 года  |
| 511 | Неожиданное возвращение! Луффи в Маринфорде! «Masaka no Saijōriku! Rufi Kaigun Honbu e!» (まさかの再上陸! ルフィ海軍本部へ!)                                              | 594                          | 21 августа 2011 года  |
| 512 | Сообщение друзьям! Вести расходятся повсюду! «Nakama ni Todoke — Kakemeguru Dai-nyūsu!» (仲間に届け かけめぐる大ニュース!)                                                | 593, 594                     | 28 августа 2011 года  |
| 513 | Пираты выступают! Поразительный Новый свет! «Ugokidasu Kaizoku-tachi! Kyōtendōchi no Shinsekai» (動き出す海賊たち! 驚天動地の新世界)                                      | 595                          | 4 сентября 2011 года  |
| 514 | Пережить ад! Санджи сражается за свою маскулинность! «Jigoku o Ikinuke — Sanji Otoko o Kaketa Shōbu» (地獄を生き抜け サンジ男をかけた勝負)                                | 595, 596                     | 11 сентября 2011 года |
| 515 | Я стану гораздо сильнее! Обещание Зоро! «Madamada Tsuyoku Naru! Zoro Senchō e no Chikai» (まだまだ強くなる! ゾロ船長への誓い)                                             | 596, 597                     | 18 сентября 2011 года |
| 516 | Потрясенные пираты Соломенной шляпы! Дурные новости получены «Rufi Shugyō Kaishi — Ninengo ni Yakusoku no Basho de» (ルフィ修行開始 2年後に約束の場所で)                  | 597                          | 25 сентября 2011 года |

## Комментарии
1. ↑  Русские название, с 459 по 491 серии, приведены по версии Crunchyroll.
2. ↑  Кроссовер
3. ↑  Часовой спэшл
4. 1 2  Все русские название приведены по версии Crunchyroll.